# Биксенткерест
Биксенткерест (мађ. Bükkszentkereszt, слч. Nová Huta) је село у Мађарској, у жупанији Боршод-Абауј-Земплен. Биксенткерест је 20 километара удаљен од Мишколц.

## Географија
Биксенткерест је друго по величини село у Мађарској. Налази се на 600 m надморске висине.

## Становништво
| 1970. | 1980. | 1990. | 2001. | 2011. |
| ----- | ----- | ----- | ----- | ----- |
| 1.349 | 1.375 | 1.374 | 1.277 | 1.206 |

Етнички састав села до 2011. године:

Мађари - 80%

Словаци - 20%